# Herbert Mullin
Herbert William Mullin (Salinas, 1947. április 18. – 2022. augusztus 18.) amerikai sorozatgyilkos, aki 13 embert ölt meg a kaliforniai Santa Cruzban az 1970-es évek elején. 
Beismerte a gyilkosságokat, amelyek állítása szerint azért voltak szükségesek, hogy megakadályozzon egy kaliforniai földrengést, amely hite szerint egész Santa Cruzt elpusztította volna. Megállapította, hogy a gyilkosságok elkövetése után nem történtek földrengések, amelyeket a paranoid skizofréniája miatt hallott a fejében. 1973-ban, miután megvizsgálták, hogy őrült vagy bűnös-e, elítélték két rendbeli előre megfontolt szándékkal elkövetett emberölés, illetve másodfokon kilenc rendbeli gyilkosság elkövetéséért – életfogytiglani börtönbüntetésre ítélték. Haláláig 10 alkalommal tagadták meg a feltételes szabadlábra helyezési kérelmét.

## Előélete
Herbert Mullin 1947. április 18-án született a kaliforniai Salinasban. Születése után a családja Santa Cruzba költözött, és Herbert itt nőtt fel. Apja (aki II. világháborús veterán volt) szigorúan nevelte a gyermekét, és gyakran mesélt neki a katonai szolgálatáról.
Mulinnak sok barátja volt az általános iskolában, noha sokan furcsállva néztek rá. Nem sokkal a San Lorenzo Valley Középiskola elvégzése után azonban egyik barátja egy tragikus balesetben életét vesztette, Mullin pedig teljesen összeomlott.
A hálószobájában szentélyt épített ki elhunyt barátja számára. Később rémülten döbbent rá lehetséges homoszexualitására, noha abban az időben volt egy barátnője.
1969-ben, még 21 éves korában Mullin engedett a családja kérésének, és bevonult egy elmegyógyintézetbe. A következő néhány évben számos pszichiátriai intézetbe is bekerült, mert többek között a saját bőrén oltotta el a cigarettát, megpróbált betörni egy templomba, és a lakásából is kilakoltatták, miután többször nappal és éjszakánként is rugdosta a padlót és a falakat, miközben olyanoknak ordítozott, akik nem is voltak a lakásban.
Évekkel később, a bebörtönzését követően, miután Robert Ressler FBI-ügynök interjút készített Mullinnal, megerősítette, hogy Herbert paranoid skizofréniában szenvedett, amely már a középiskola utolsó évében megnyilvánult nála. A gondot csak fokozta, hogy abban az időben Mullin nagyon sok LSD-t és marihuánát fogyasztott, amik csak felerősítették hallucinációs tüneteit és fokozták az agresszióját.

## A gyilkosságsorozat
1972-ben, 25 éves korában Mullin a Santa Cruz-hegységben lévő Feltonba költözött a szüleihez, Kaliforniába. Ekkorra már olyan hangokat hallott a fejében, amelyek azt sugallták neki, hogy földrengés közeledik, és csak úgy mentheti meg Kaliforniát, ha embereket áldoz fel. Mullin születésnapján, április 18-án volt az 1906-os San Franciscó-i földrengés 66. évfordulója, és ez Mullin szerint nagyon jelentős volt, ami ugyanakkor megerősítette őt az "üzenetek" fontosságában.
Mullin úgy vélte, hogy a vietnámi háború elegendő amerikai halálát fogja okozni ahhoz, hogy meglegyen az emberáldozat a földrengések megakadályozásához mint egyfajta véráldozat a természet számára, ám mivel sokan úgy tartották, hogy a háború 1972-ben véget ér, Mullin úgy érezte, neki kell elkezdenie ölni az embereket annak érdekében, hogy meglegyen a szükséges áldozat a földrengés elkerüléséhez.
Herbert első áldozata egy hajléktalan, az 55 éves Lawrence "Whitey" White volt, akivel 1972. október 13-án találkozott a 9-es főúton. A hajléktalan férfi autóstoppal közlekedett a 9-es út környékén, mikor Mullin meglátta. Herbert kiszállt a kocsijából, megragadta Lawrence fejét és beleverte a kocsija motorháztetejébe. A férfi ekkor azonban még nem halt meg. Mullin ekkor benyúlt a kocsiba, kiemelt a hátsó ülésről egy baseball ütőt, és azzal verte szét a védtelen áldozat fejét, mielőtt autóba szállt, és elhagyta a tetthelyet.
Mullin később, a kihallgatásán azt állította, hogy a férfi a bibliai Jónás volt, és telepatikusan üzent Mulinnak, mondván "Szedj fel és dobj egy hajóra!" Ölj meg, hogy mások megmeneküljenek!" White holttestét másnap fedezték fel.
Következő áldozatát tizenegy nappal később, 1972. október 24-én támadta meg. A 24 éves Mary Guilfoyle a Cabrillo Főiskola hallgatója volt, aki lekéste az utolsó esti buszt, így stoppal igyekezett visszajutni az egyetemi kampuszhoz. Balszerencséjére Mullint intette le, aki megállt és felvette őt. Egy elhagyatott helyre vitte a lányt, ahol bestia módjára rontott rá. Késével többször is mellkason és hátba döfte a szerencsétlen lányt, majd miután Mary meghalt, Mullin összeszabdalta a testét és a hullát egy hegyoldalban futó út mellett dobta ki.
1972. november 2-án Mullin a Los Gatos-i Szent Mária Katolikus Templomba ment, hogy meggyónja bűneit. Téveszmés állapotában azonban úgy vélte, hogy a pap, Henri Tomei atya (a Marseille-i francia ellenállás egykori tagja, aki a háborút követően érkezett Amerikába, és nyolcadik éve dolgozott segédlelkészként Santa Cruzban) önként akar a földrengések megakadályozására szánt következő áldozat lenni. Mullin kést rántott majd nekitámadt a papnak: összeszurkálta a nyakát és testét, majd bevonszolta a gyóntatófülkébe, és elmenekült. A gyilkosságnak azonban ezúttal akadt egy szemtanúja: egy plébános látta a tetthelyről menekülő Mullint. A rendőrségnek adott személyleírás (amely szerint az elkövető egy magas, sötét ruhát és fekete csizmát viselő fiatalember volt) azonban nem sokat segített a rendőrségnek az eszelős gyilkos utáni nyomozásban. A rendőrség kezdetleges elméletei között szerepelt, hogy Tomei atyát először a templomba csalogatták, ahol aztán végeztek vele. A másik elmélet szerint az atya megzavart egy betörést és ezért kellett meghalnia.
Ezt követően Mullin úgy döntött, hogy csatlakozik az amerikai tengerészgyalogsághoz, és elvégezték rajta a fizikai és pszichiátriai teszteket. A szolgálatot azonban megtagadták tőle, mikor kiderült, hogy rendszeres drogfogyasztó. Ez az elutasítás csak tovább táplálta Mullin paranoiáját és rögeszméjét, hogy összeesküvést szőttek ellene, amely hátterében szerinte a hippik álltak. Minden problémájáért a drogokat kezdte okolni, és szilárd elhatározástól vezérelten 1973 elejére felhagyott a kábítószer-fogyasztással.
A rákövetkező időben Mullin több lőfegyvert is vásárolt magának. Úgy döntött, hogy megöli Jim Gianerát, egy középiskolai barátját, aki korábban marihuánát adott el Mullinnak. Herbert őt kezdte hibáztatni azért, amiért elutasították a haditengerészeti jelentkezését is. Amikor azonban 1973. január 25-én elment Gianera házához, megállapította, hogy régi barátja elköltözött. A Mystery Spot Road közelében álló régi kabinban ekkor Gianera egy barátja, Kathy Frances lakott. A nő megadta Mullinnak Gianera új lakcímét, a férfi pedig elindult a férfihez Santa Cruzba. Amikor megérkezett a házához, Mullin a felesége szeme láttára, hidegvérrel fejbe lőtte Gianerát, majd a feleségét is kivégezte egy lövéssel. Ennyi azonban nem volt elég a véreskezű gyilkosnak, és egy méretes késsel többször is megszúrta a holttesteket, mielőtt elhagyta volna a tetthelyet.
Mullin ezután visszament Frances házába, ahol megölte az asszonyt és annak két fiát, a 4 éves Daemon Francest és a 9 éves Davis Hughes-t. Mivel Kathy férje – aki abban az időben nem volt a város környékén – kábítószer-kereskedő volt, az ügyben nyomozó Santa Cruz-i rendőrök azt gyanították, hogy a környéken történt öt gyilkosság indítéka a kábítószerekkel lehetett összefüggésben. Az ügyészek évekkel később azzal érveltek, hogy Kathy Frances meggyilkolása lehetetlenné tette Mullin azon állításait, mely szerint elmebajra hivatkozva vallja magát ártatlannak, hiszen azért ölte meg, hogy eltávolítson egy tanút, amely összefüggésbe hozhatná őt a Gianera-gyilkosságokkal.
E gyilkosságok egyik, a médiában közzétett beszámolója szerint azonban az ügyben részt vevő FBI profilozók kijelentették, hogy Mullin előbb a Frances családot ölte meg, és csak azt követően végezte ki a Gianera házaspárt.
Körülbelül egy hónappal később, 1973. február 10-én Mullin a Henry Cowell Redwoods Állami Parkban bolyongott, ahol találkozott négy tizenéves fiúval, akik engedély nélkül táboroztak a parkban. Odalépett hozzájuk, beszélgetni kezdett velük, miközben azt állította nekik, hogy ő maga parkőr. Megkérte a fiúkat, hogy távozzanak, mert "szennyezik" az erdőt, de a fiatal barátok nem voltak hajlandóak eleget tenni a kérésnek. Mullin ezen feldühödve fegyvert rántott, és hidegvérrel agyonlőtte a védtelen tinédzsereket, majd elsétált a gyilkosságok helyszínéről. A tinédzserek holttestére csak a következő héten bukkantak rá.
Az utolsó gyilkosság három nappal később, 1973. február 13-án történt. Mullin egyedül autózott a Santa Cruz-i nyugati parton, amikor elhajtott Fred Perez nyugdíjas halász mellett, aki a világítótorony mellett lévő telkén gyomlált a kertben. Bármiféle nyilvánvaló ok nélkül Mullin visszafordult, megállította a kocsiját a ház előtt és kiszállt a gépjárműből. Puskáját a motorháztetőre téve egyetlen lövést adott le: a lövedék a szívén találta el az ártatlan férfit és azonnal megölte. Mullin ezután "nyugodtan" visszaült a kocsijába, és elhajtott. A fényes nappal, nyílt terepen elkövetett gyilkosságnak azonban ezúttal szemtanúi is akadtak, akik közül az egyik feljegyezte és később megadta a rendőrségnek a gyilkos autójának rendszámát.
Mullint néhány perccel később elfogták, nem messze a 9-es út és a Coral Street kereszteződésében. Amikor a tiszt megállította, észrevette a gyanúsított autójában lévő puskát, így szolgálati fegyverével a kezében közelítette meg a járművet, Mullin azonban nem állt ellen a letartóztatásnak.

## Pere és bebörtönzése
Miután őrizetbe vették, Mullin beismerte a bűncselekményeket, és elmondta, hogy a fejében beszélő hangok utasították arra, hogy embereket öljön a Kaliforniát fenyegető földrengések megakadályozásának céljából. Azt állította, hogy az utóbbi időkben azért nem következtek be földrengések, mert a gyilkosságokkal sikerült megakadályoznia azok bekövetkezését.
Nyolc nappal Mullin letartóztatása után egy 5,8-as erősségű földrengés sújtotta a dél-kaliforniai Point Mugu területét, és becslések szerint egymillió dolláros károkat okozott.
A Santa Cruz Megyei Ügyészség 10 gyilkosság elkövetésével vádolta meg Mullint, és a per 1973. július 30-án kezdetét vette. Mullin beismerte az összes bűncselekményt, ezért a bíróság arra összpontosított, hogy kiderítsék, Mullin beszámítható és felelős-e a tetteiért vagy sem. Christopher Cottle ügyész kihangsúlyozta azt a tényt, hogy néhány bűncselekmény körülményei előre megfontolt szándékra utaltak, míg a védelem azzal érvelt, hogy Mullin kórtörténetében szerepelnek mentális betegségek, és a férfi paranoid skizofréniában szenved.
1973. augusztus 17-én az esküdtszék meghozta az ítéletet: Mullint bűnösnek találták Jim Gianera és Kathy Francis elsőfokú meggyilkolásának ügyében – mivel előre megfontolt szándékkal ölték meg őket -, míg a másik nyolc gyilkosságért Mullint másodfokú gyilkosság vádjában mondták ki bűnösnek, mert ezek a gyilkosságok jóval impulzívabbak voltak.
A Santa Clara Megyei Ügyészi Hivatal Henri Tomei atya meggyilkolásával is megvádolta Mullint. Herbert eleinte ártatlannak vallotta magát az esetben beszámíthatatlanságra hivatkozva. A tárgyalás megkezdésének napján, 1973. december 11-én azonban Mullin bűnösnek vallotta magát másodfokú gyilkosság vádjában.
A tárgyalás végén Santa Cruz megye életfogytiglani börtönbüntetésre ítélte. Mullin szabadlábra helyezési kérelmeit 1980 óta rendszeresen elutasítja az állam. Jelenleg a kaliforniai Ione-ban található Mule Creek Állami Börtönben tartják fogva.
Évekkel később kiderült, hogy Mullint egy részlegben tartják egy másik Santa Cruz-i sorozatgyilkossal, Edmund Kemperrel, aki Mullinhoz hasonlóan Santa Cruzban "tevékenykedett", szintén 1972 és 1973 során; kettejük cellája pontosan egymás szomszédságában található. Kemper a bebörtönzése után többször is bántalmazta és megfélemlítette Mullint. Kemper egyszer felidézte, hogy Mullinnak a börtönben szokása volt hangos éneklésével az embereket zavarni, miközben azok TV-t próbáltak nézni. Kemper egyszer egy vödör vízzel öntötte le Mullint, hogy hallgasson el, máskor pedig mogyorót adott neki, hogy maradjon csendben. Ennek a fajta viselkedésmódosító kezelésnek a hatására Mullin csendessé és visszahúzódóvá vált, és eleinte engedélyt kért Kempertől ahhoz, hogy énekelhessen.

## Áldozatai
1. Lawrence White (55) – Halálra verte egy baseballütővel 1972. október 13-án.
2. Mary Guilfoyle (24) – Halálra szurkálta és összevagdosta 1972. október 24-én.
3. Henri Tomei (64) – Megverte és átdöfte a szívét 1972. november 2-án.
4. Jim Ralph Gianera (25) – Fejbe lőtte és összeszurkálta 1973. január 25-én.
5. Joan Gianera (21) – Jim Ralph-fal egyidőben végzett, ugyanazon a módon.
6. Kathy Frances (29) – 1973. január 25-én végzett vele. Fejbe és mellkason lőtte, majd többször megszúrta a holttestet.
7. Daemon Frances (4) – Kathy után ölte meg. Fejbe lőtte majd összeszurkálta.
8. David Hughes (9) – Daemon Frances után végzett vele. Fejbe lőtte, majd összeszurkálta.
9. David Allen Oliker (18) – 1973. január 25-én lőtte le.
10. Robert Michael Spector (18) – 1973. február 10-én lelőtte.
11. Brian Scott Card (19) – Nem sokkal Spector után gyilkolta meg. Őt is lelőtte.
12. Mark John Dreibelbis (15) – 1973. február 10-én lelőtte.
13. Fred Perez (72) – 1973. február 13-án szíven lőtte, és belehalt a sérülésébe.

## Fordítás
Ez a szócikk részben vagy egészben  a   Herbert Mullin című angol Wikipédia-szócikk ezen változatának fordításán alapul.  Az eredeti cikk szerkesztőit annak laptörténete sorolja fel. Ez a jelzés csupán a megfogalmazás eredetét és a szerzői jogokat jelzi, nem szolgál a cikkben szereplő információk forrásmegjelöléseként.